# Sculpture in the Parklands

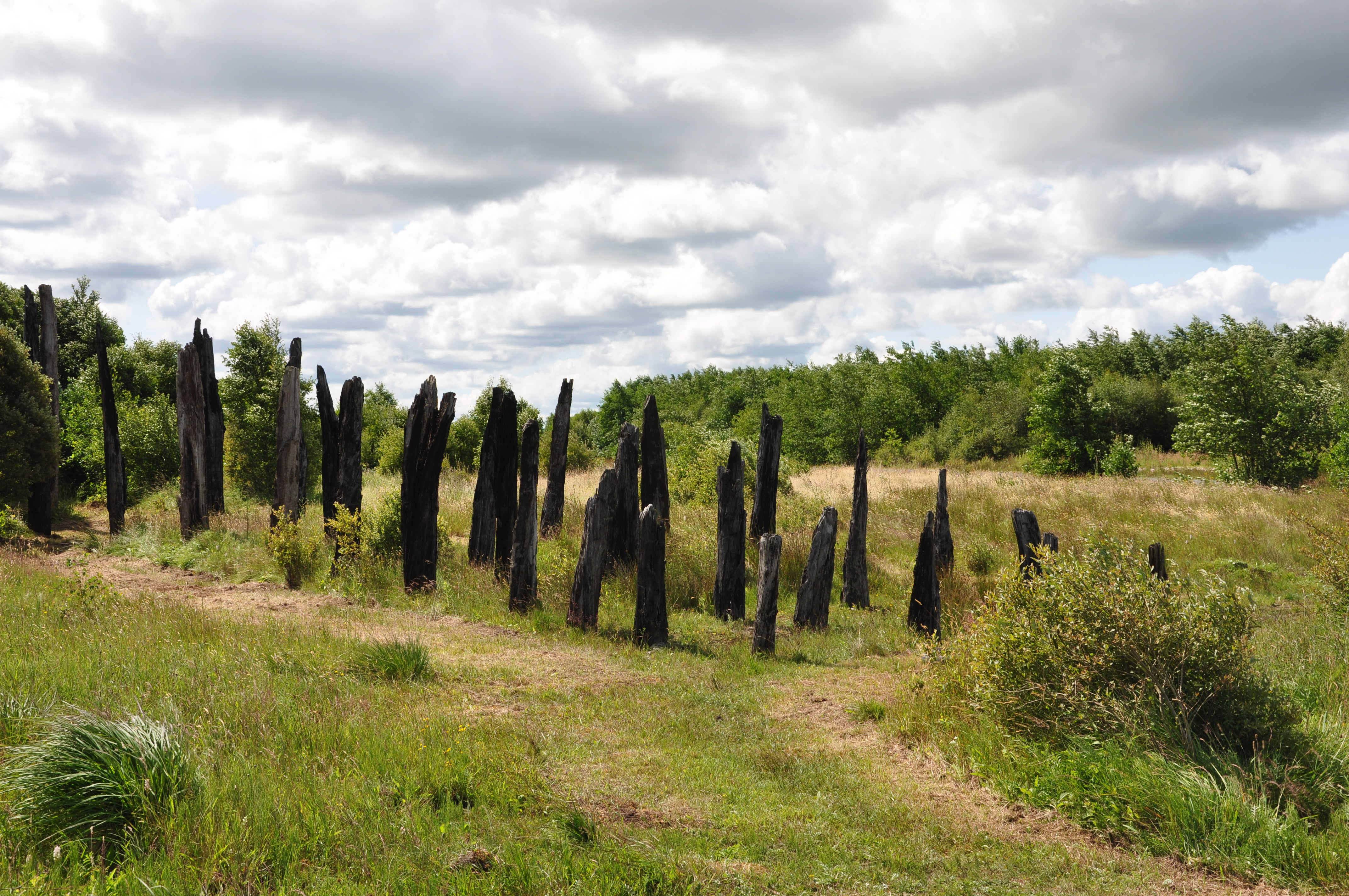
Bog Wood Road von Johan Sietzema

Sculpture in the Parklands ist ein Skulpturenpark im County Offaly, Irland.

## Geschichte
Die ersten Kunstwerke entstanden 2002 während des Lough Boora International Sculpture Symposium, an dem acht irische und internationale Land-Art-Künstler teilnahmen. Jedes Jahr wurde die Sammlung durch mehrere Werke erweitert.
Der Skulpturenpark hat eine Fläche von 20 Hektar und ist eine von fünf Attraktionen auf dem 2000 Hektar großen Lough Boora Parklands, einer Moorlandschaft. Die anderen touristischen Attraktionen sind Finnamore Lakes, Turraun Wetlands, Mesolithic Site und Cloghan Wetlands.

## Teilnehmende Künstler
- Boora Pyramid (2002) von Eileen MacDonagh (Irland)
- Raised Line (2002) von Maurice MacDonagh (Irland)
- Raised Circle (2002) von Maurice MacDonagh
- A Tree in a Sculpture (2002) von Naomi Seki (Japan)
- Boora Stacks (2002) von Naomi Seki
- Sky-train (2002) von Mike Bulfin (Irland)
- 60 Degrees (2002) von Kevin O’Dwyer (Irland)
- Lough Boora Triangle (2002) von Jorn Ronnau (Dänemark)
- Happiness (2005) von Marianne Jorgensen (Dänemark)
- Bog Wood Road (2005) von Johan Sietzema (Niederlande)
- Cycles (2006) von Caroline Madden (Vereinigte Staaten)
- Boora Convergence (2006) von Dave Kinane (Irland)
- Sky + Earth (2008) von Martina Galvin (Irland)
- Ruaile Buaile (2008) von Patrick Dougherty (Irland)
- System No. 30 (2009) von Julian Wild (Großbritannien)
- Passage (2009) von Alan Couniham (Irland)
- Tippler Bridge (2009) von Kevin O’Dwyer
- Bogwood Tower – From Earth to Sky (2010) von Alfio Bonanno (Australien/Dänemark)

## Abbildungen

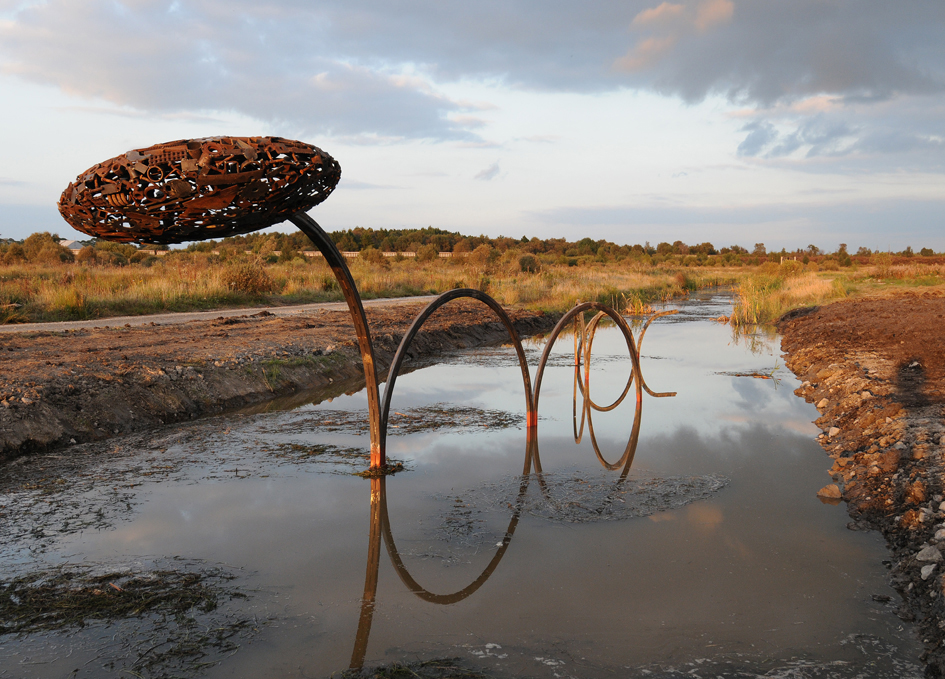
System No. 30 von Julian Wild
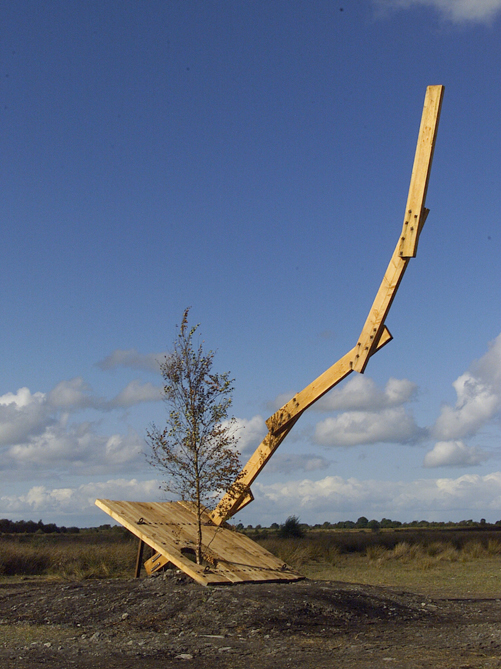
A Tree in a Sculpture von Naomi Seki
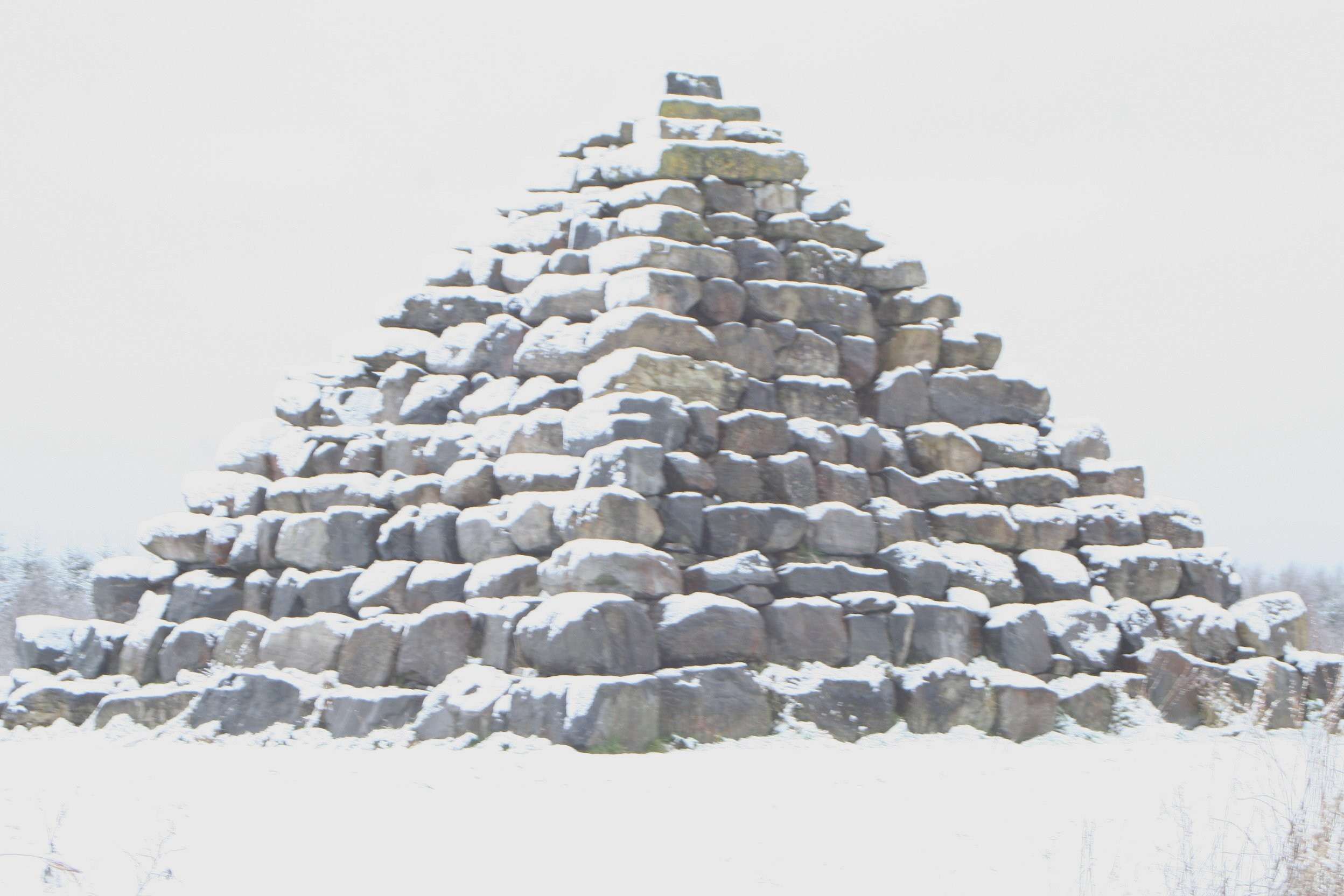
Boora Pyramid (in de sneeuw) von Eileen MacDonagh
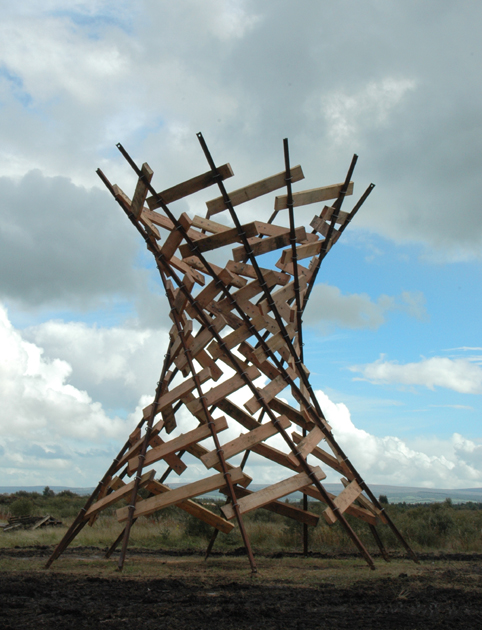
Boora Convergence von David Kinane
Passage von Alan Counihan
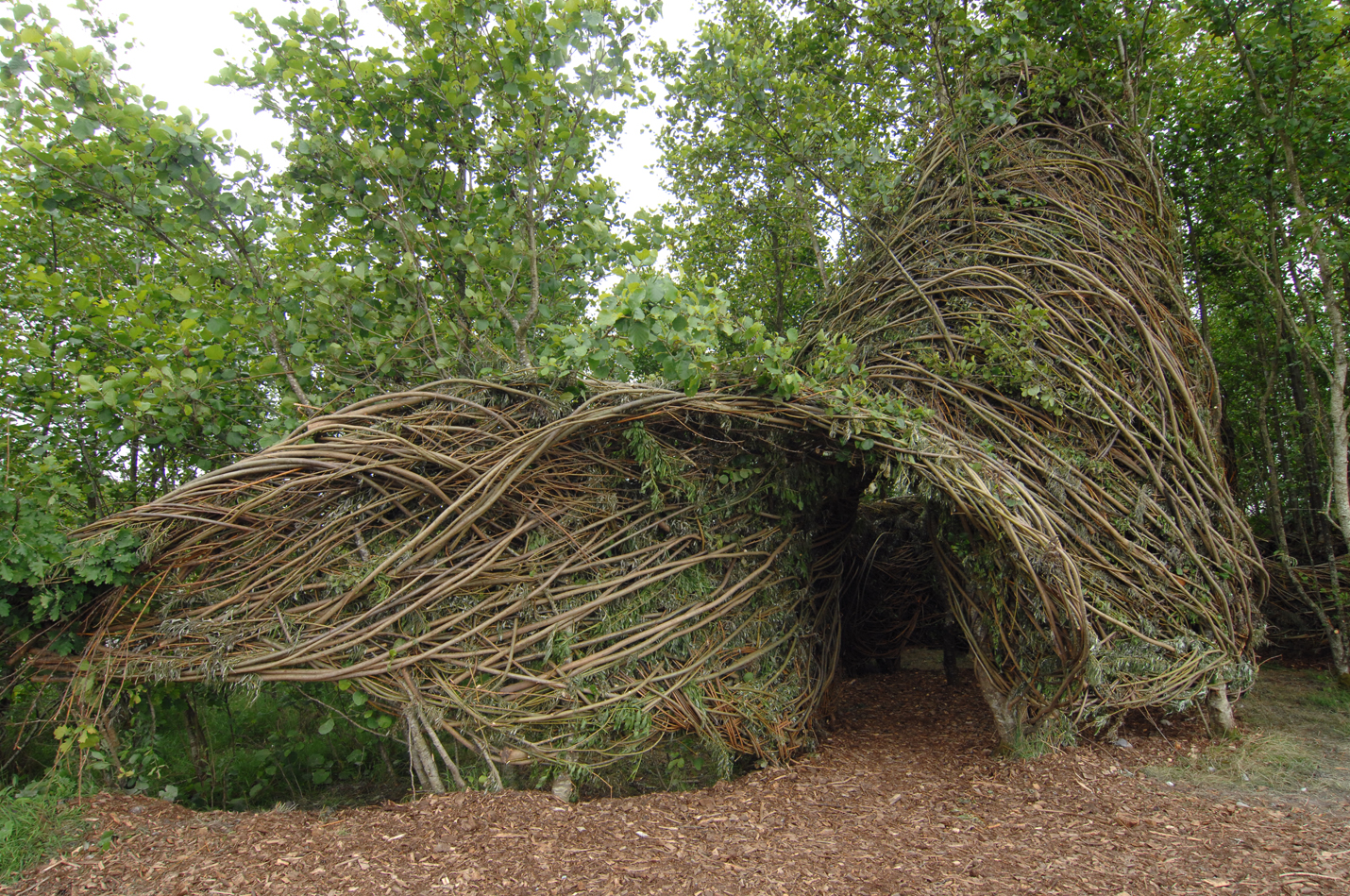
Ruaille Buaille von Patrick Dougherty
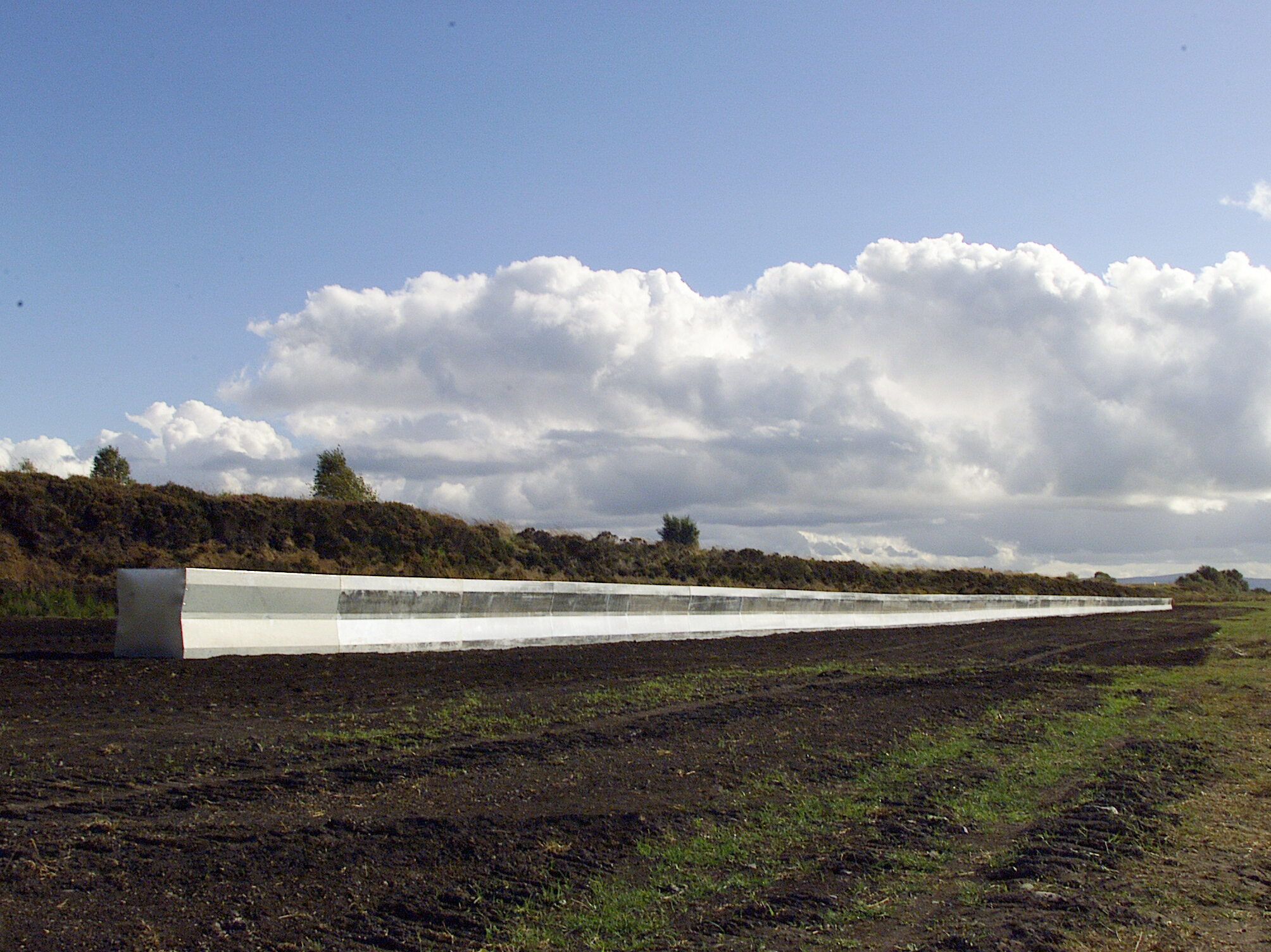
Raised Line von Maurice McDonagh
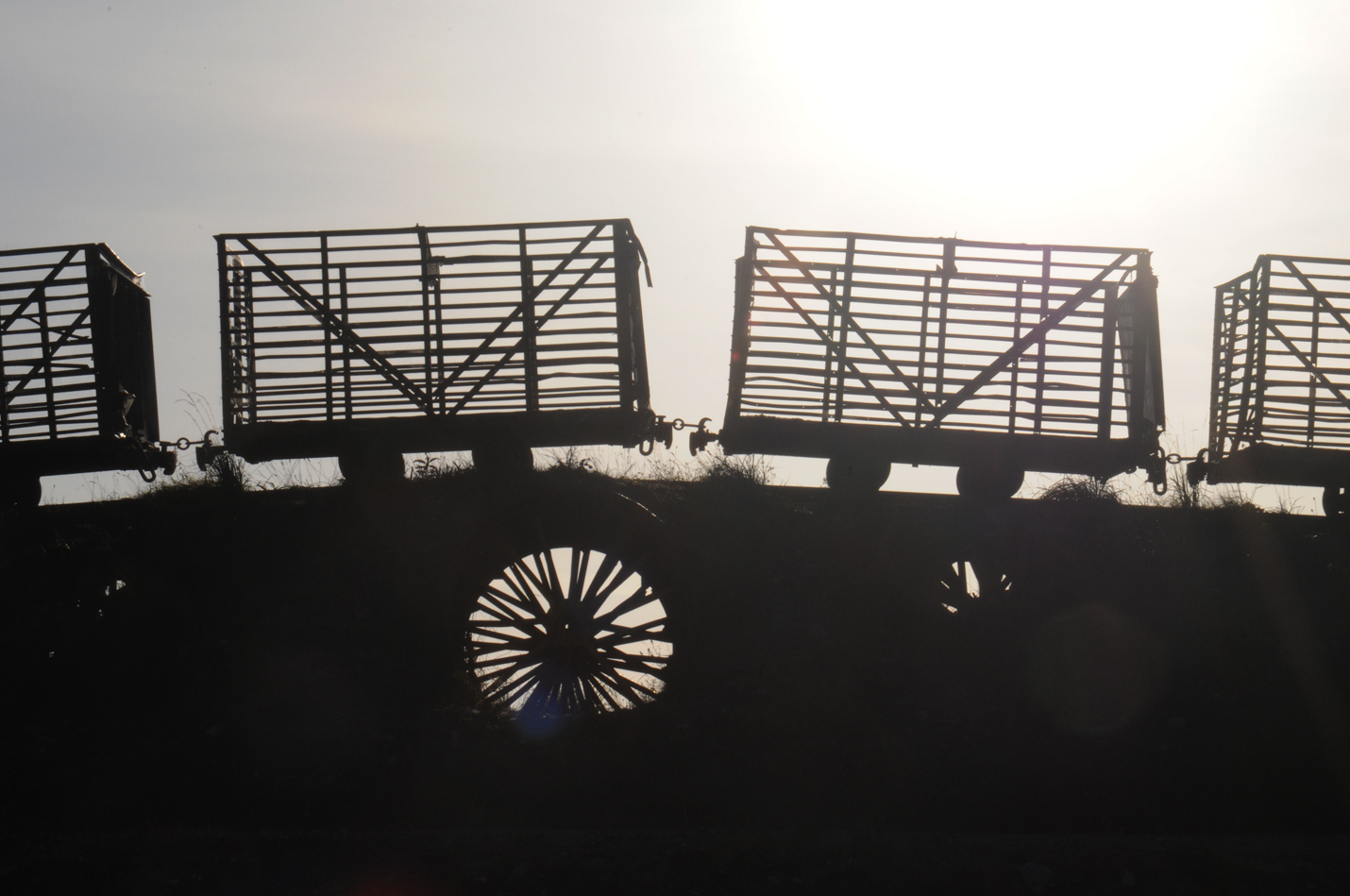
Sky Train von Mike Bulfin
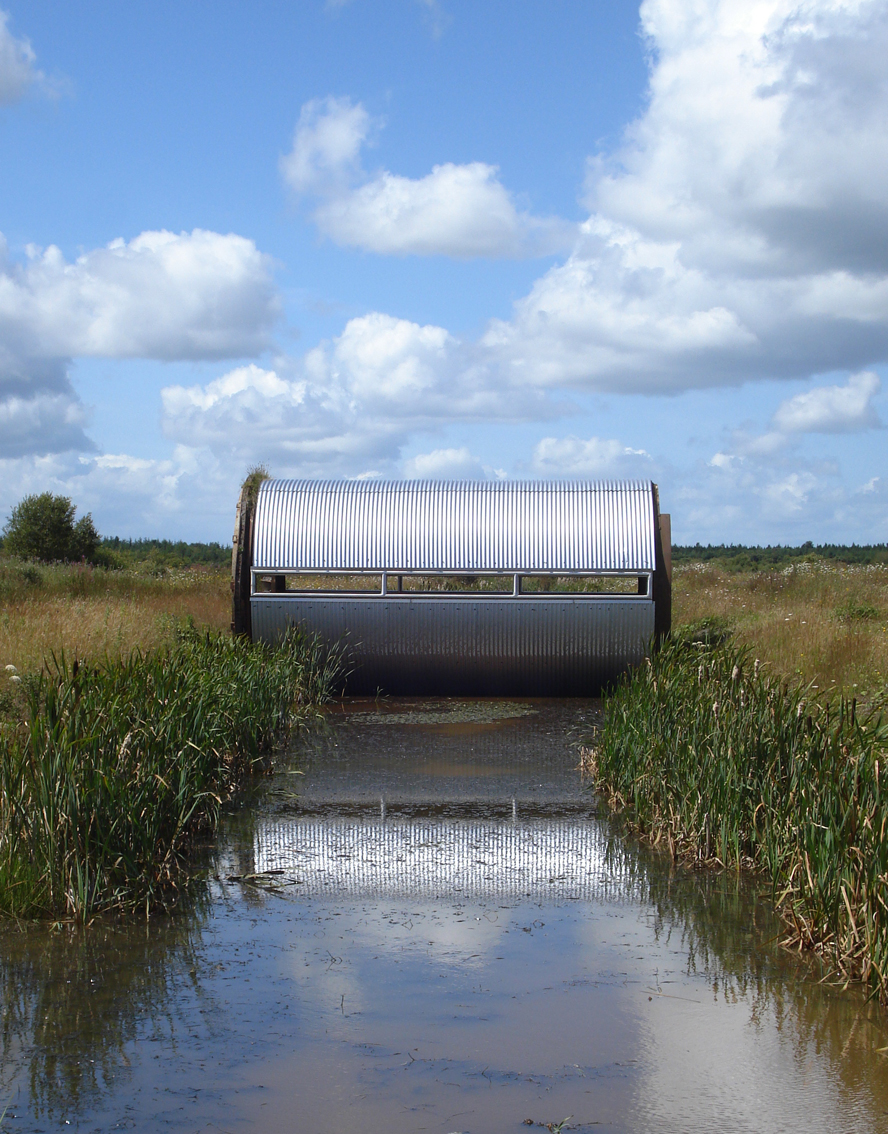
Tippler Bridge von Kevin O’Dwyer
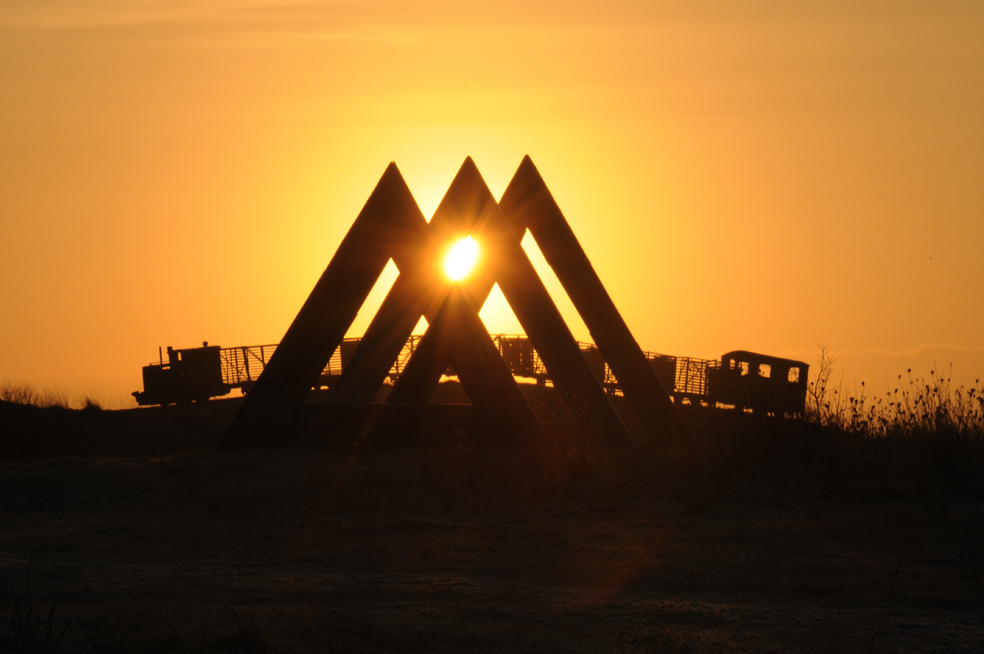
60 Degrees von Kevin O’Dwyer und Sky Train von Mike Bulfin